# 重庆港
重庆港，中国重庆市的内河港口，位于长江畔，为长江上游最大的水运枢纽，为中国的主要港口之一。

## 历史
重庆港拥有5000吨级深水码头，码头泊位114个，堆场面积35万平方米。2010年，重庆市90%以上外贸物资通过水运完成。

## 港區
重慶港分為八大港區。
1. 主城港区[4]（猫儿沱作业区、九龙坡作业区[5]、铜罐驿作业区、果园作业区、沙湾作业区、佛耳岩作业区、寸滩作业区、井口作业区、李家沱作业区、优牛溪作业区、新港作业区、土水作业区、蔡家作业区、黄磏作业区、潮阳河作业区、茶园作业區、郭家沱作业区、鸡冠石作业区、毛背沱作业区）
2. 涪陵港区
3. 万州港区（红溪沟作业区、青草背作业区、红花地作业区）
4. 永川港区
5. 江津港区
6. 合川港区
7. 奉节港区
8. 武隆港区